# ماري هيلين رايت جروتر
ماري هيلين رايت جروتر (بالإنجليزية: Mary Helen Wright Greuter )‏ (و. 1914 – 1997 م) هي عالمة فلك، ومؤرخة من الولايات المتحدة الأمريكية .
توفيت عن عمر يناهز 83 عاماً.